# Syros
Syros (griechisch Σύρος (f. sg.), auch Syra oder Siros) ist eine griechische Insel der Kykladen, fast mitten im Archipel gelegen, 84,069 km² groß und mit dem Pyrgos bis zu 442 m hoch. Im 8. Jahrhundert v. Chr. wurde die Insel von Phöniziern besetzt, die ihr auch den Namen Syros gaben, was in etwa ‚felsig‘ bedeutet. Die Stadt Ermoupoli ist Hauptort der Insel sowie Verwaltungssitz der Region Südliche Ägäis und der Gemeinde Syros-Ermoupoli, die auch die unbewohnte Insel Gyaros umfasst.

## Geographie

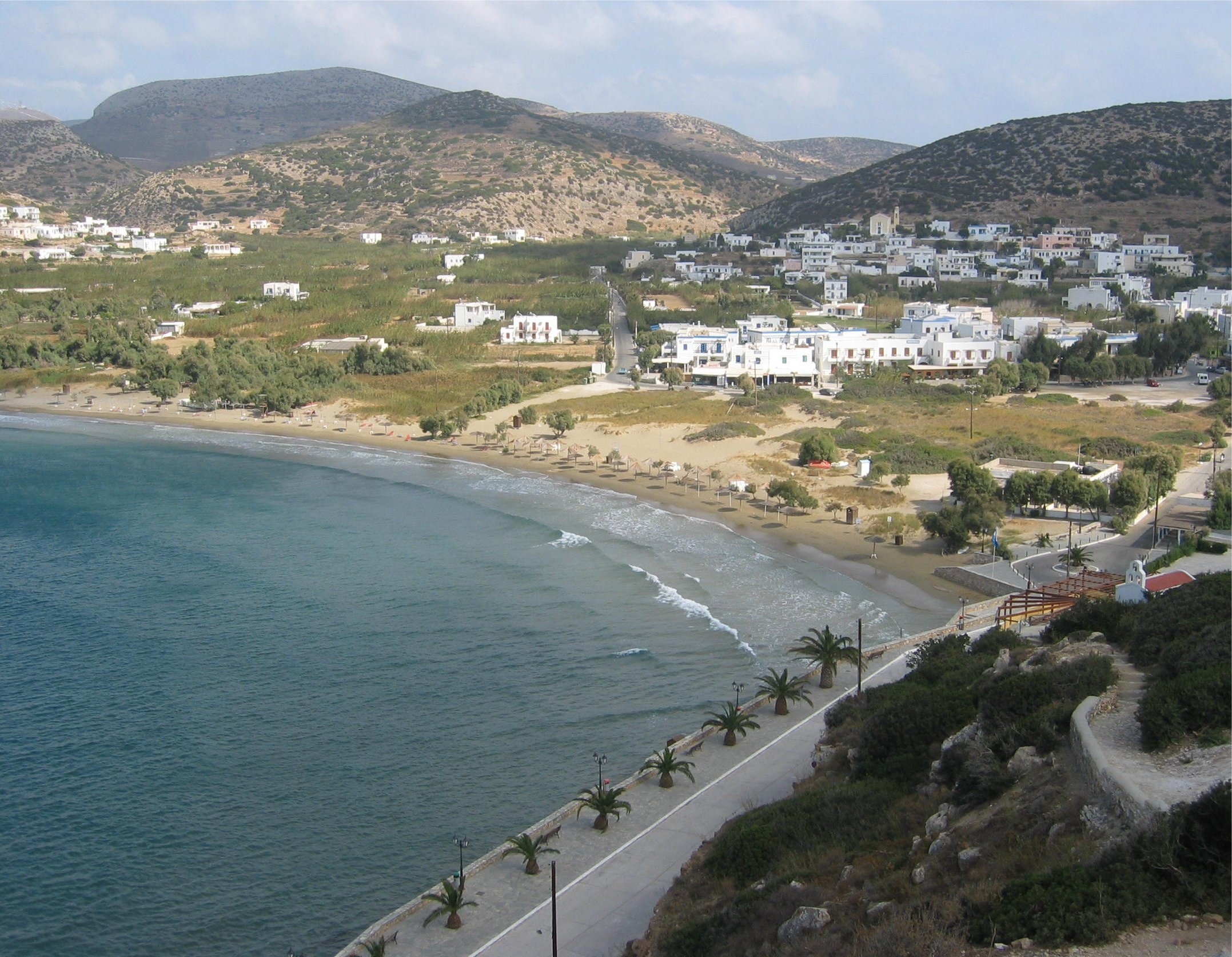
Gallissas

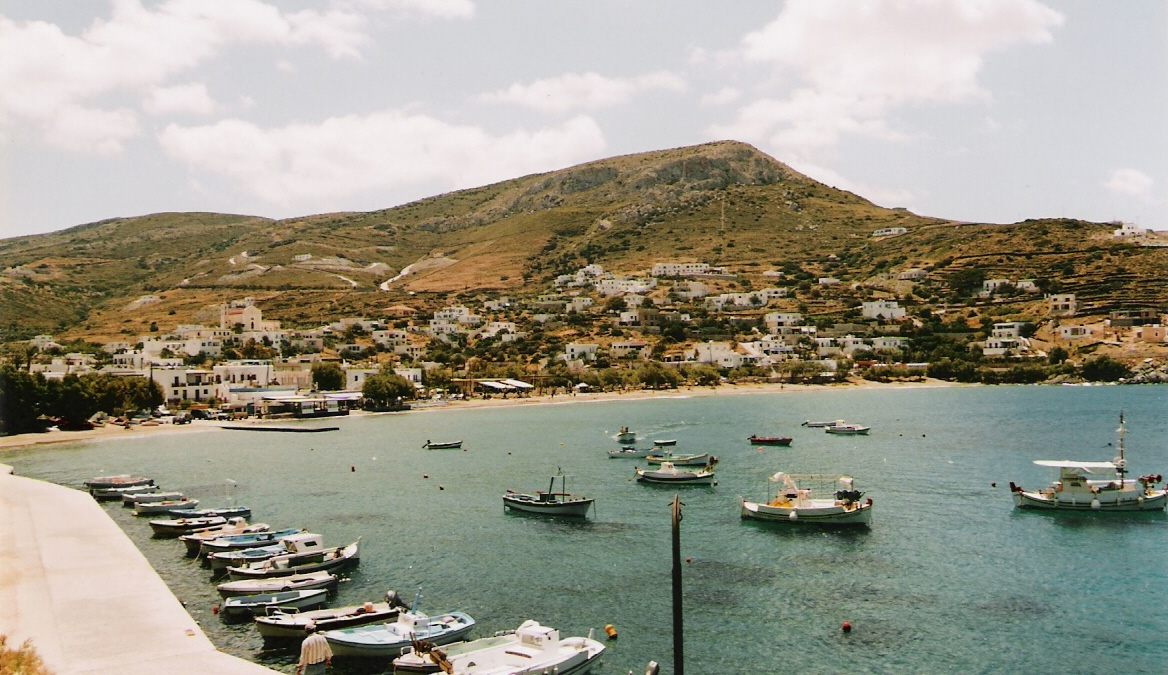
Kini

Mit einer Fläche von 84,069 km² ist Syros die zehntgrößte Kykladeninsel. Sie ist im Norden der Inselgruppe zwischen den Nord-, Zentral- und Westkykladen gelegen. In einem Umkreis von maximal 50 km liegen Andros, Tinos und Gyaros im Norden, Mykonos, Dilos und Rinia im Osten, Paros mit Andiparos und Serifos im Süden, sowie Kythnos und Kea im Westen. Auf der Längsachse vom Kap Trimiso (Ακρωτήριο Τρίμεσο) im Norden und dem Kap Viglostasi (Ακρωτήριο Βιγλοστάσι) im Süden beträgt die Entfernung nahezu 17 km. Die Inselbreite erreicht in der Mitte auf der Höhe zwischen Kini im Westen und Ermoupoli im Osten etwa 5 km und weiter südlich maximal etwa 10 km vom Kap Atsinganokastro (Ακρωτήριο Ατσιγγανόκαστρο) im Westen zum Kap Fokotrypes (Ακρωτήριο Φωκότρυπες) an der Ostküste.
Der nördliche Inselteil Ano Meria (Άνω Μεριά) ist durch ein markantes bergiges Relief mit mehreren Gipfeln über 400 m Höhe geprägt und erreicht mit dem Pyrgos (Πύργος) 442 m über dem Meer die höchste Erhebung der Insel. Ein Berggrat durchzieht die Insel auf ihrer Längsachse südwärts. Tiefe Schluchten und Täler mit Trockenbächen führen von den Hochlagen zur Küste hin. Während im Nordosten das Gelände teilweise steil zum Meer hin abfällt und viele Küstenbereiche über den Landweg schwer erreichbar sind, ist der Nordwesten sanfter und gliedert die Küstenlinie in zahlreiche Landzungen und kleinere Buchten. Entlang der Westküste nimmt die Größe der Buchten von Norden nach Süden zu und endet im äußersten Südwesten mit der Bucht von Finikas (Όρμος Φοίνικα Órmos Fínika). Der Wechsel von Hügelland und kleineren Küstenebenen kennzeichnet den südlichen Inselteil Messaria (Μεσαριά). Hauptsächlich entlang der Südwestküste ziehen sich einige höhere Bergkämme. Dem tiefen Naturhafen der Bucht von Ermoupoli an der Ostküste sind die beiden Felseninseln Gaidaros und Strongylo vorgelagert. Weiter südlich folgt die Bucht von Azolimnos (Όρμος Αζολίμνου Órmos Azolímnou). Kleinere Hafenbuchten und Kaps gliedern die Südküste. Der West- und Südwestküste sind mehrere kleine Felsinseln und Felsen vorgelagert, weiter südöstlich liegen Aspronisi etwa 2 km und Nata 9 km entfernt.

## Klima
Syros liegt im Bereich des mediterranen Winterregenklimas. Einem milden Frühjahr von März bis Juni folgen ein trockener und heißer Sommer von Juni bis Oktober und ein milder Winter mit Niederschlägen von Oktober bis März. Ein Großteil der jährlichen Niederschlagsmenge von 487,4 mm verteilt auf etwa 65 Regentage fällt in den Wintermonaten. Zeitweise auftretende Gewitter können mit starken sintflutartigen Regenfällen einhergehen. Schneefälle und Frosttage sind selten, sie liegen im langjährigen Mittel unter 2 Tagen. Regenreichster Monat ist der Januar mit 102 mm und etwa 12 Regentagen. Dagegen sind die drei Sommermonate trocken mit lediglich 8 mm Niederschlag, wobei im trockensten Monat Juli die Niederschlagsmenge unter 1 mm liegt. Die durchschnittliche Monatstemperatur beträgt 18,5 Grad Celsius und schwankt zwischen 26,6 Grad Celsius in den Sommermonaten und 11,4 Grad Celsius in den Wintermonaten. Das Temperaturmaximum für Juli liegt bei 40,0 Grad Celsius, die niedrigste Temperatur - 2,0 Grad Celsius für Januar.

## Verkehr
Bis zum Ende des 19. Jahrhunderts hatte Ermoupoli eine vorherrschende Stellung unter den griechischen Häfen. Mit dem Aufkommen der Dampfschifffahrt und der Eröffnung des Kanals von Korinth verlor es an Bedeutung als Handelshafen, zählt aber aufgrund der zentralen Lage innerhalb der Kykladen zu einem wichtigen Knotenpunkt. Vom Fährhafen Ermoupoli existieren regelmäßige innerkykladische Verbindungen sowie mit den Festlandshäfen von Piräus und Lavrio und dem nordgriechischen Kavala. Weitere Ziele sind die ostägäischen Inseln Chios, Ikaria, Fourni und Samos.
Seit 1946 verkehren öffentliche Busse von KTEL Syrou (ΚΤΕΛ Σύρου). Mehrere Rundkurse bedienen die Ortschaften im Inselsüden, sie beginnen und enden in Ermoupoli. Die zentrale Busstation der Insel befindet sich seit 1990 in unmittelbarer Nähe zur Fähranlegestelle.

### Flughafen Syros
Der Flughafen Syros „Dimitrios Vikelas“ (Κρατικός Αερολιμένας Σύρου «Δημήτριος Βικέλας» (ΚΑΣΟΒ) Kratikós Aeroliménas Sýrou „Dimítrios Vikélas“, IATA: JSY, ICAO: LGSO) liegt südlich von Ermoupoli bei Manna (). Die asphaltierte  Start- und Landebahn mit einer Ausrichtung von 18/36 ist 1.080 m lang und 30 m breit. Der Flughafen Syros liegt auf einer Höhe von 72 m (236 ft) über dem Meeresspiegel. Die Fluggesellschaft Olympic Air bedienen innergriechische Verbindungen.

## Wirtschaft
Die zentral gelegene Kykladeninsel Syros ist ein bei Griechen beliebtes Urlaubsziel, nicht zuletzt wegen der zahlreichen revitalisierten Gebäude der klassizistischen Periode, aber auch wegen des in der örtlichen Bevölkerung sehr umstrittenen Spielkasinos.

## Religion
Nach der Eroberung Konstantinopels durch die Kreuzfahrer 1204 besetzten die Venezianer auch Syros und die Insel wurde Teil des Herzogtums Archipelagos. Die St.-Georgs-Kathedrale entstand. In dieser Zeit konvertierten die Bevölkerung nach und nach zum Katholizismus nach lateinischen Ritus. Bis zur Zeit der Griechischen Revolution lebten fast ausschließlich Katholiken des lateinischen Ritus auf Syros. Durch die Zuwanderung ab den 1820er-Jahren reduzierte sich dieser Anteil bis heute auf ungefähr 40 %, sodass die heutige Bevölkerung zu fast gleichen Teilen aus Orthodoxen und Katholiken besteht.

## Geschichte
Einzelne Funde deuten auf eine Besiedlung der Insel bereits in der Jungsteinzeit, die ältesten entdeckten Siedlungen stammen aus der Bronzezeit. Syros war namensgebend für gleich zwei aufeinander folgende Kulturen der Kykladenkultur in der Phase II der frühkykladischen Zeit um 2500 v. Chr. Von der Keros-Syros-Kultur wurde bei Chalandriani ein großes Gräberfeld mit rund 600 Bestattungen gefunden, an der Nordostküste der Insel liegt die Festung Kastri, nach der die Kastri- oder Lefkandi-Kultur benannt wurde.

## Ermoupoli und Ano Syros

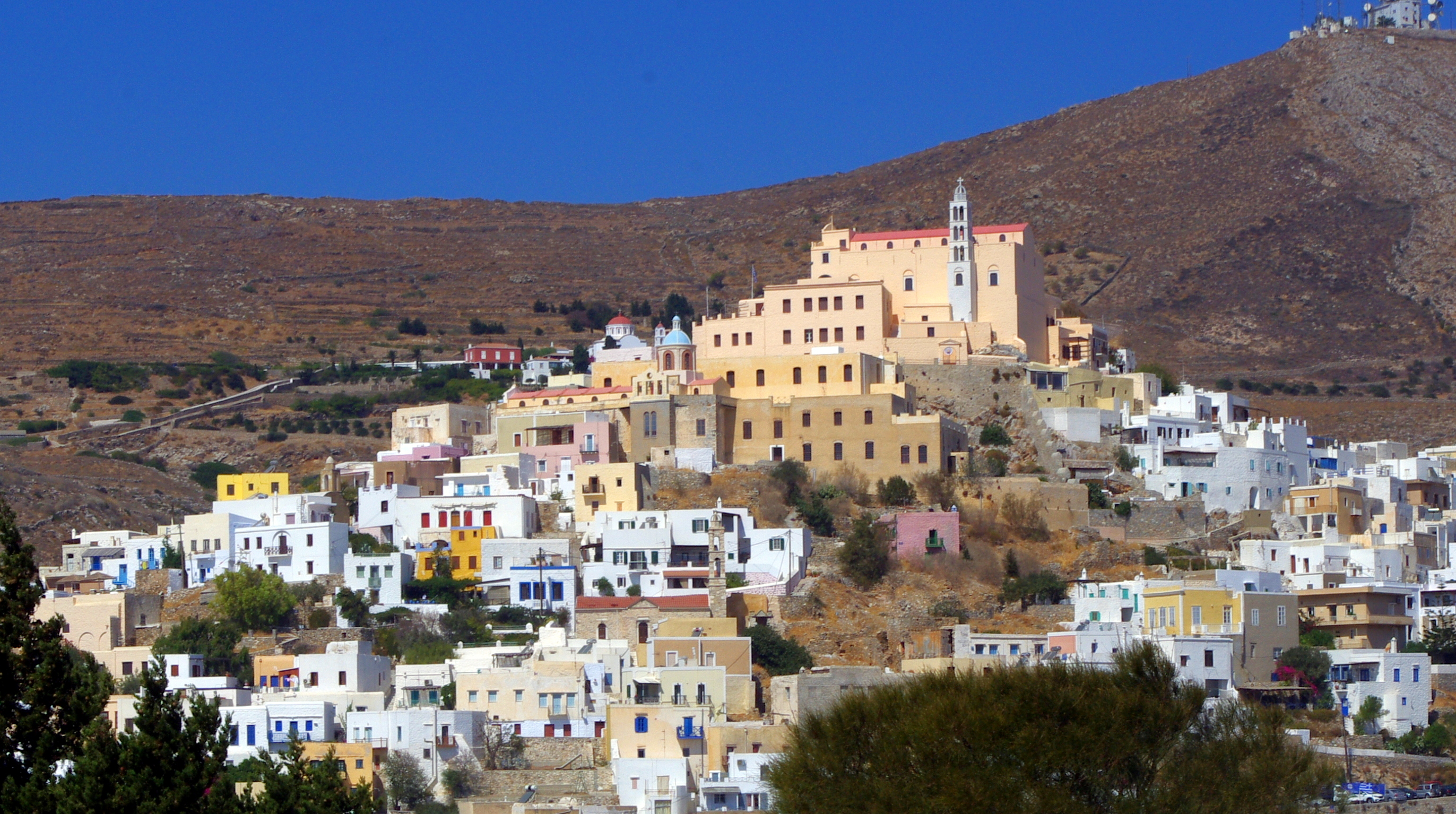
Ano Syros mit der Kathedrale Agios Georgios

Die Stadt Ermoupoli entstand um 1821 als Folge des griechischen Aufstandes gegen die Türkenherrschaft und der daraus resultierenden Flucht vieler Griechen von Chios und anderen Inseln. Der Name leitet sich ab vom griechischen Gott Hermes (Schutzgott der Kaufleute und der Diebe) und bedeutet ‚Stadt des Hermes‘. Sie ist heute der Verwaltungssitz der Region Südliche Ägäis.
Ermoupoli geht nahtlos in Ano Syros über, jede Stadt auf einem eigenen Hügel liegend. Ano Syros bildet die vorwiegend von Katholiken bewohnte ältere, vom Meer aus gesehen linke Hälfte, gekrönt von der Bischofs-Kathedrale St. Georg. Darunter liegen ein 1633 gegründetes Kapuziner- sowie ein Jesuitenkloster.
In der Stadt gibt es außerdem eines der ältesten archäologischen Museen Griechenlands und das Apollon-Theater von 1861. Das klassizistische Rathaus (Grundsteinlegung 1876, Einweihung 1898, erbaut von Ernst Ziller) liegt an  der marmorgepflasterten Platia Miaouli im Stadtzentrum.

## Persönlichkeiten
- Pherekydes von Syros (* zwischen 584 und 581 v. Chr.), griechischer Vorsokratiker und Kosmologe
- Marko Pascha († 1888), Leibarzt des osmanischen Sultans
- Demetrius Vikelas (1835–1908), griechischer Geschäftsmann und Literat
- Emmanouil Roidis (1836–1904),  griechischer Schriftsteller
- Markos Vamvakaris (1905–1972), griechischer Bouzoukispieler und Rembetikointerpret